# Lobbach
Lobbach este o comună din landul Baden-Württemberg, Germania. Se află la o altitudine de 216 m deasupra nivelului mării. Are o suprafață de 14,91 km². Populația este de 2.338 locuitori, determinată în 31 decembrie 2023, prin actualizare statistică[*].